# Нюцзе
Мечеть Нюцзе (кит. упр. 牛街礼拜寺, пиньинь Niujie Libaisi, буквально: «Мечеть на Улице Коров») — самая большая и старая мечеть Пекина. Была заложена в 996 году в юго-западном районе Сюаньу, который издревле населяли китайские мусульмане. Приняла вид, близкий к нынешнему, при императоре Канси в начале XVIII века. Мечеть площадью 6 тыс. кв. м. поновлялась в 1955, 1979 и 1996 годах. За традиционной китайской архитектурой скрываются помещения, обустроенные в соответствии с исламскими традициями.

## Галерея

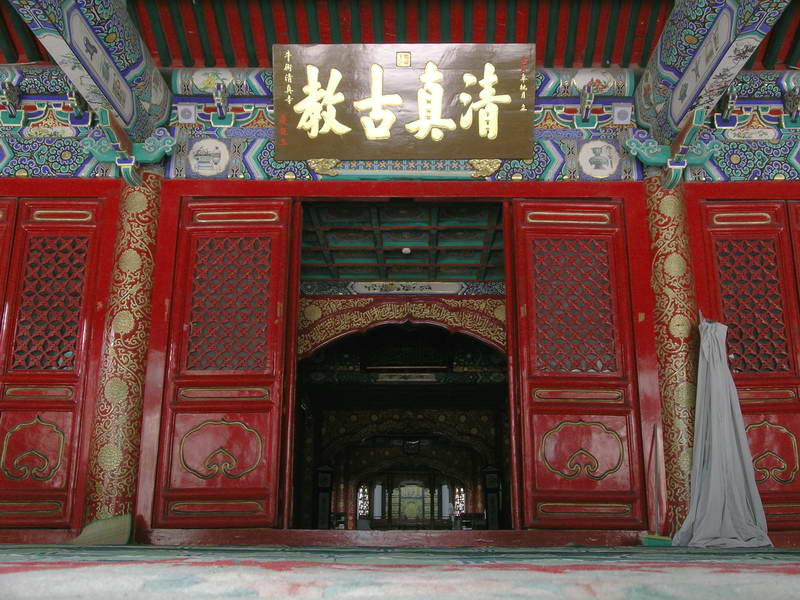
Основной зал
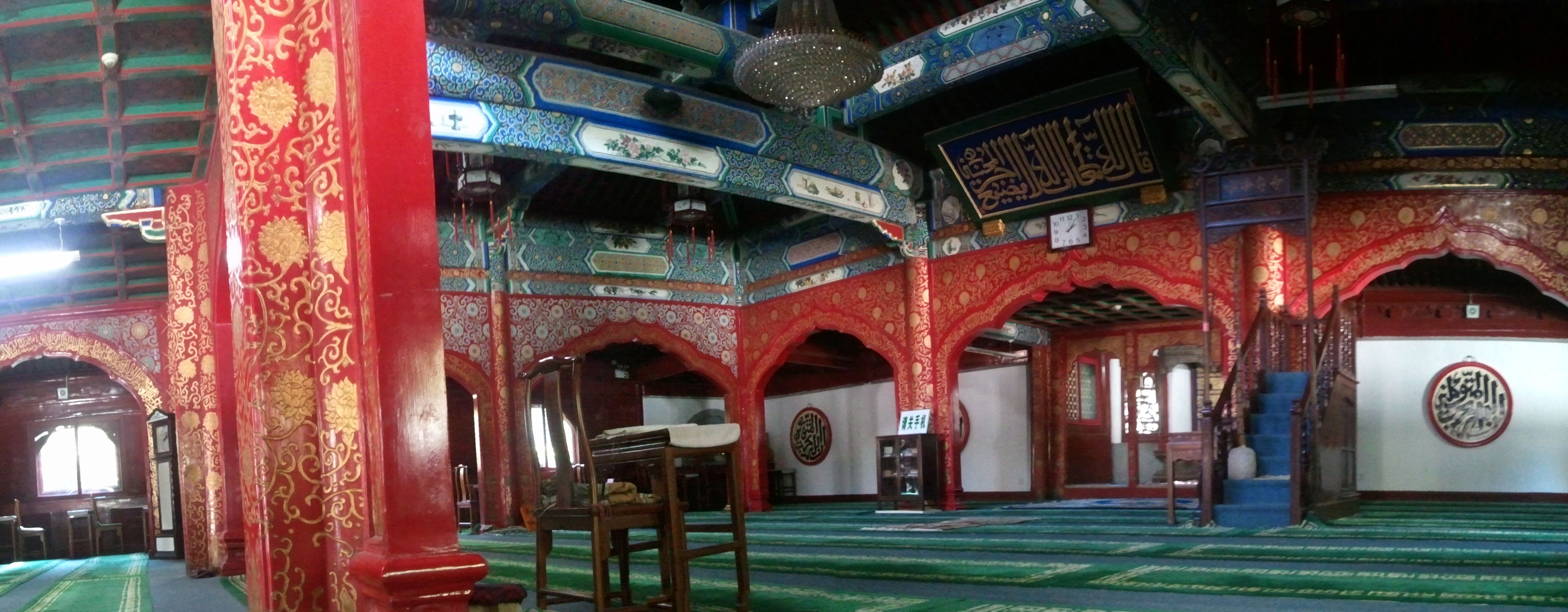
Главный молитвенный зал
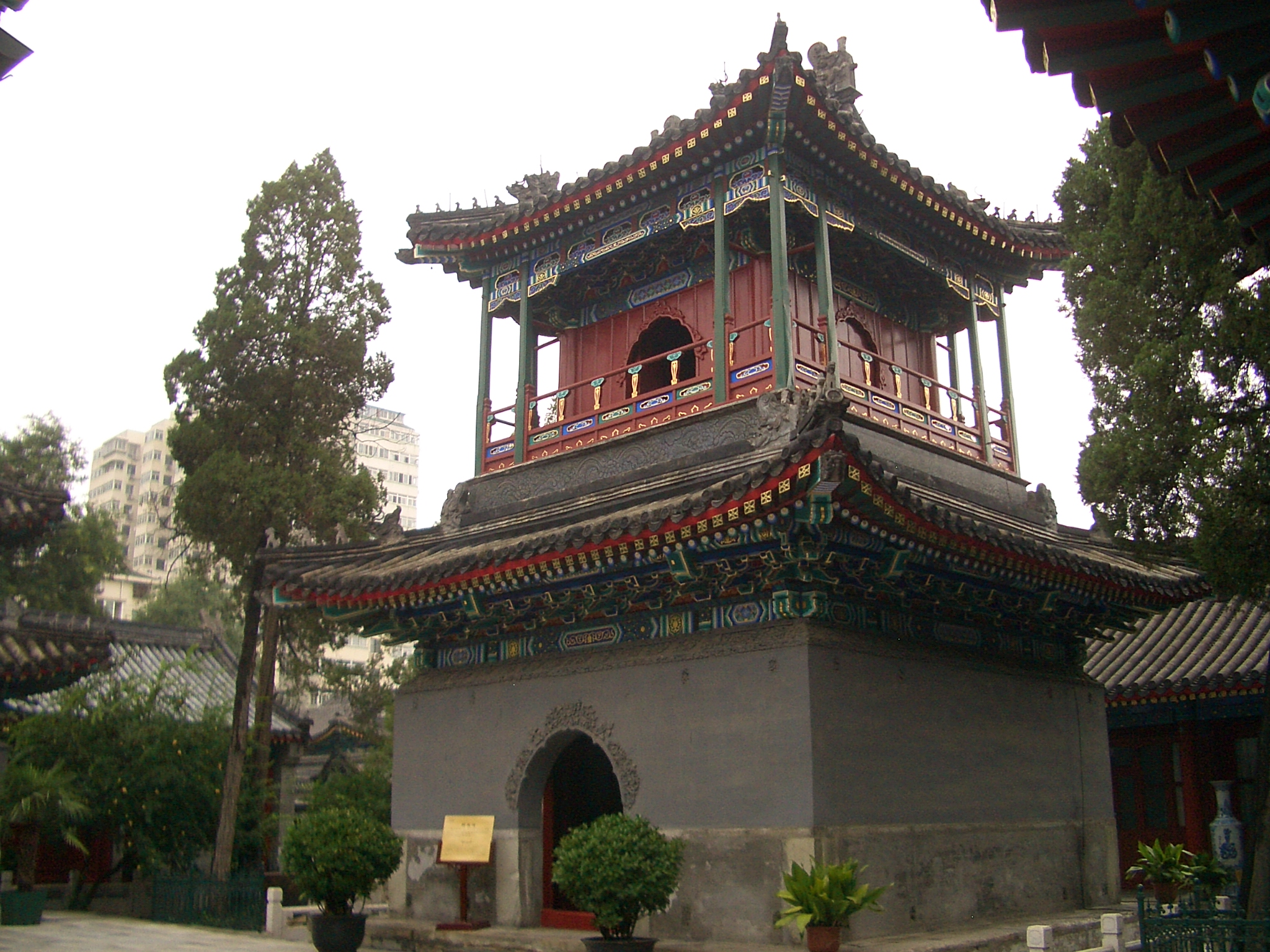
Минарет
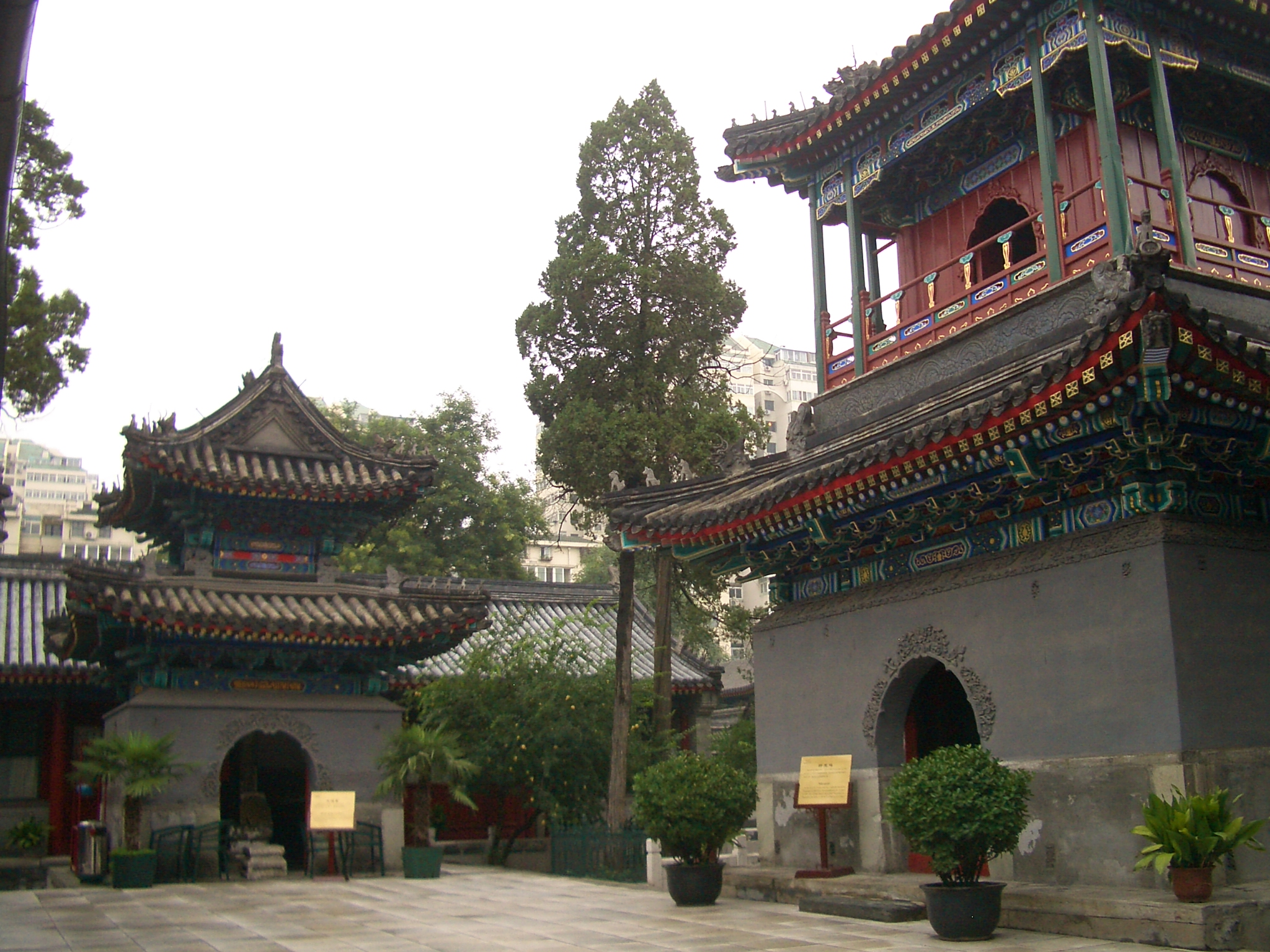
Внутренний двор
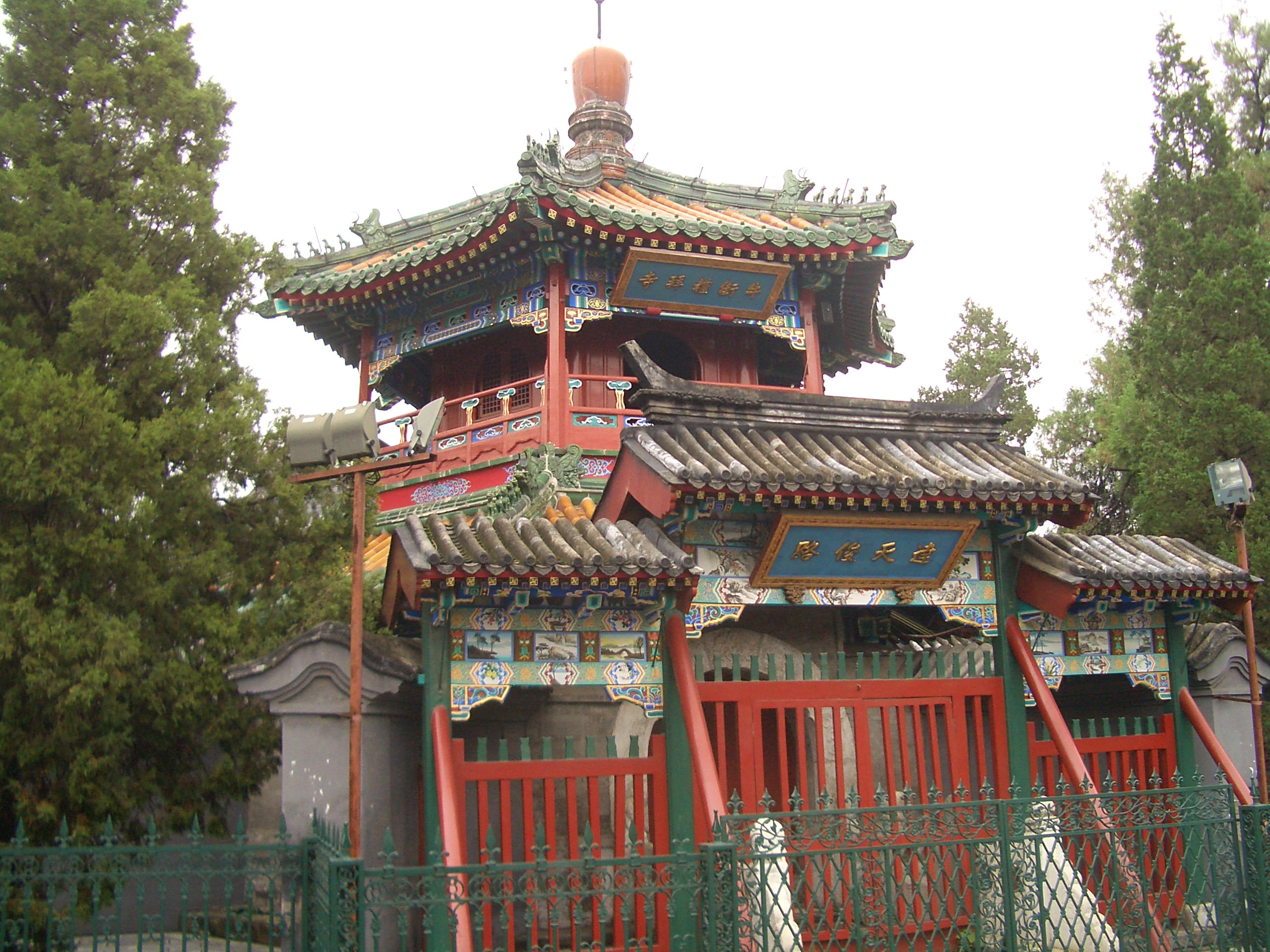
Лунная башня
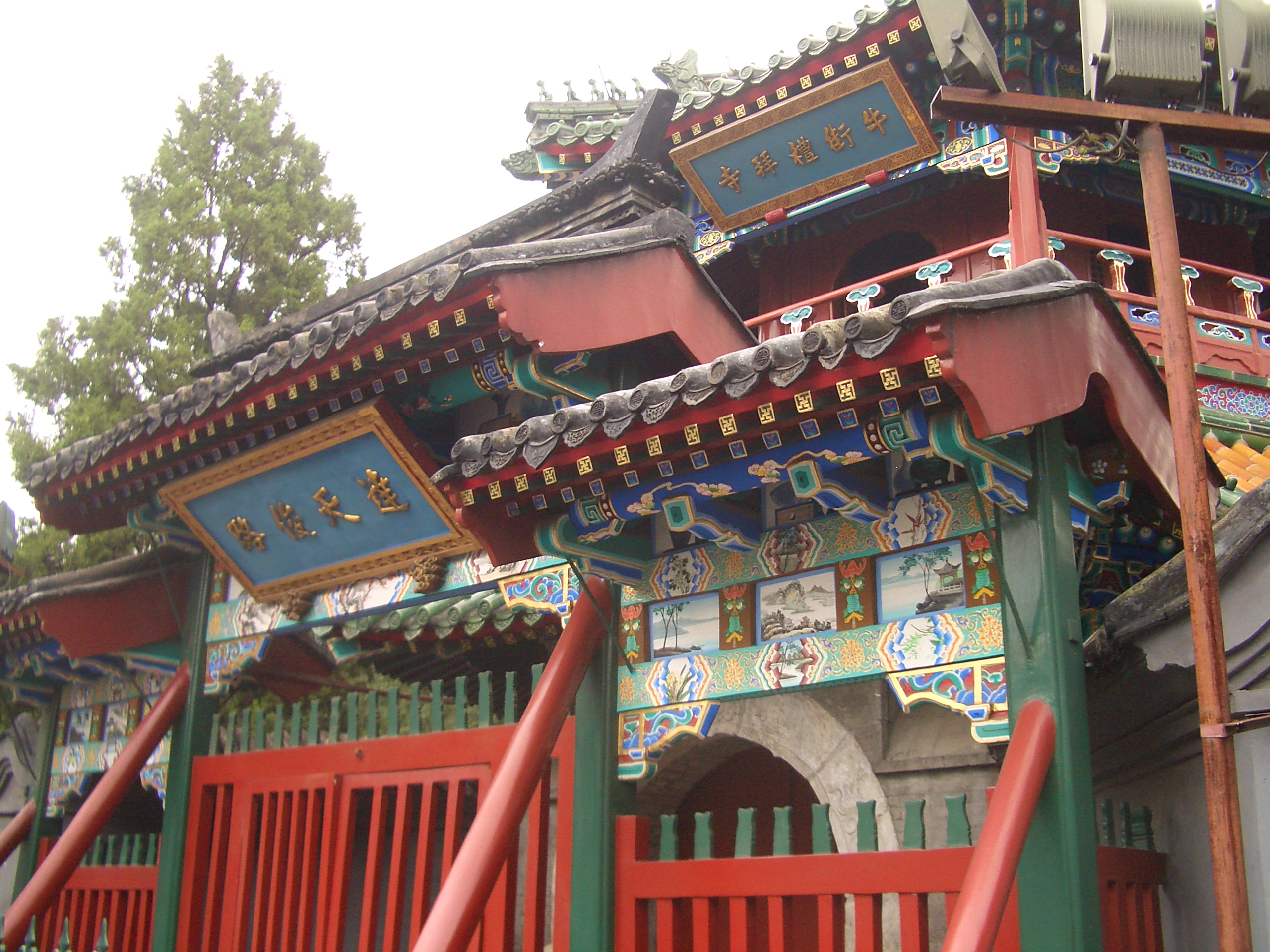
Нюцзе, Пекин